# Amado González Hevia
Amado González Hevia, conegut com a "Favila", és un pintor i escultor  espanyol, nascut a Grado, Astúries, a 1954.
Passarà els seus primers anys de la seva vida i rebrà la seva primera educació en el seu poble natal, Grado. Allà, el seu pare Amado González Fernández, que també era escultor, li donarà les seves primeres lliçons de dibuix i pintura.

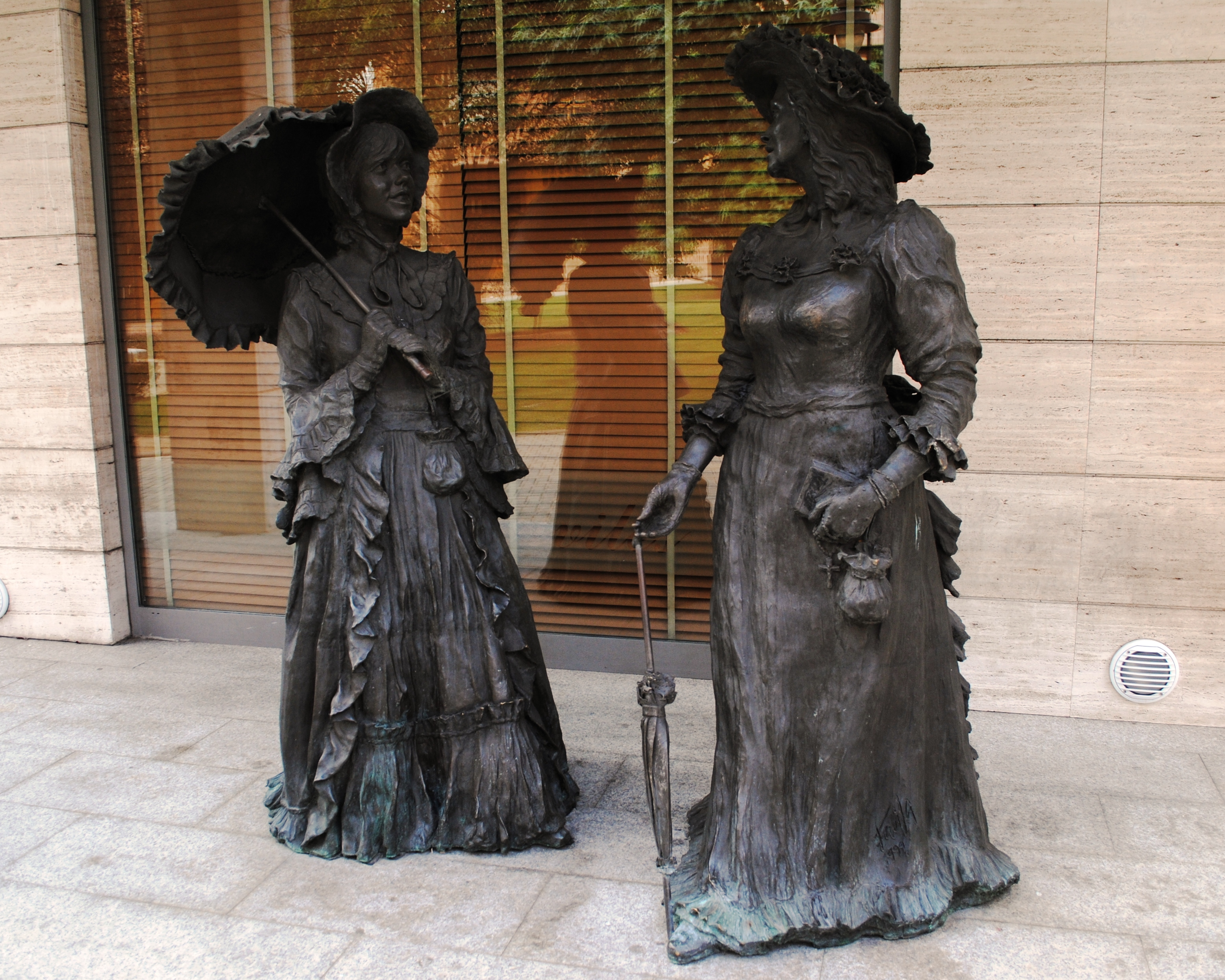
Marta y María.

Més tard ingressa a l'Escola d'Arts i Oficis d'Avilés, on estudia dibuix i pintura. Residirà a Avilés des 1966, fins a 1975 quan passa a residir a València, on estudia a la  Facultat de Belles Arts de Sant Carles. Mentre resideix a Avilés rep classes de dibuix i pintura a l'acadèmia de Vicente Santarúa.
Va acabar treballant com a docent a l'Escola d'Arts i Oficis d'Avilés, on segueix impartint en l'actualitat classes de pintura, modelatge i gravat, ocupant el càrrec de Cap d'Estudis; la qual li va atorgar la medalla d'or l'any 2002.
A l'abril de 2009 l'Ajuntament de Grado, va aprovar en Junta de Govern, donar el seu nom a un carrer de la urbanització del Palmerar, a la capital del concejo.
En la seva obra pictòrica destaquen les obres: “Arcos”,” Cine”, “Charanga”, “Fiesta”, “Mariscando”, “Músicos”, “Paisaje”, “Picador”, “Siesta”, “Sidrería”, “Oviedo”, “Romería”,”Galla”,” Rula vieja de Avilés”, “Saxo”, “Echador de sidra” i “Carnaval de Avilés”.
Respecte a la seva obra escultòrica, cal esmentar entre moltes: “Alejandro Casona”, “Lolita Pluma” i “Tinerfeño”.

## Exposicions individuals
- 1974.

Galeria Amaga, Avilés, Astúries.
- 1975.

Caixa d'Estalvis (itinerant per Gijón i Avilés), Astúries.
- 1978.

Centre Asturià de Mèxic, Mèxic.
- 1979.

Galeria Amaga, Avilés.
- 1982.

Galeria Monticelli, Gijón, Astúries.
Caixa d'Estalvis, Oviedo, Astúries.
Banc de Bilbao, Ponferrada, Lleó.
Banc Exterior d'Espanya, Grau, Astúries.
- 1983.

Centre Asturià, Madrid.
- 1984.

Galeria Amaga, Avilés.
- 1985.

Sala d'Art Van Dyck, Gijón.
Banc Exterior d'Espanya, Grau.
"40 retrats de gent d'Avilés", Escola d'Arts i Oficis d'Avilés.
- 1986.

Galeria Noguera, Oviedo.
Institut de Batxillerat Príncep d'Astúries, Aller, Astúries.
Galeria Movellán, Hondarribia, Guipúscoa.
- 1991.

Institut de Batxillerat Bernaldo de Quirós, Mieres, Astúries.
Casino d'Avilés.
- 1992.

Galeria Amaga, Avilés.
Galeria Murillo, Oviedo.
- 1993.

Galeria d'Art Caja Madrid, Ciudad Real.
- 1994.

Galeria Amaga, Avilés.
- 1995.

Galeria Murillo, Oviedo.
Sala d'Art Tioda, Gijón.
- 1996.

Sala d'Art Chagal, Mieres.
- 1997.

Galeria Murillo, Oviedo.
- 1998.

Galeria Acinas, Avilés.
Sala d'Art Tioda, Gijón.
- 2000.

Galeria Murillo, Oviedo.
- 2004.

Escola d'Arts i Oficis d'Avilés.
- 2005.

Sharon Art, Lleó.
Galeria Octògon, Oviedo.
- 2006.

Sala d'Art Branca, Astorga, Lleó.
"Homenatge a l'Ademar", Sharon Art, Lleó.
Tioda, Sala d'Art, Gijón.
- 2009.

"Favila. Quatre dècades", Palau Revillagigedo, Gijón, Astúries.

## Exposicions col·lectives
- 1981.

"Panorama 81 de l'Art Asturià", Madrid.
- Sense data.

Certamen Nacional de Ḷḷuarca, Astúries.
Saló de Nadal, Avilés, Astúries.
"7 pintors avilesinos d'avui", Casa de la Cultura d'Avilés.
Participa en les exposicions que el Col·lectiu de Pintors Avilesinos organitza cada any al pub Biblos d'Avilés.

## Obres Públiques
- “Murales de la Plaza de Toros”, 1991, Ajuntament d'Oviedo.[2][3]
- Mural de la cúpula de l'altar major de la capella del Crist de les Cadenes, 1991, Bisbat d'Oviedo.[2][3]
- “Santa Eulalia de Mérida (escultura)”, 1994, carrer Santa Eulàlia, Oviedo, Astúries.[1][2][3]
- “Vendedoras del Fontán (escultura)”, 1996, Plaça Daoíz i Velarde, Oviedo.[1][3]
- Monument a Eugenia Martínez Vallejo, "La monstrua", 1997, Carrer Carreño Miranda, Avilés, Astúries.[1][2][3]
- “Monumento a Alejandro Casona”, 1997, Carrer Alejandro Casona, Oviedo.[1]
- “Lolita Pluma”, 1998, parc de Santa Catalina, Las Palmas de Gran Canaria, Illes Canàries.[1][2][3]
- “Tinerfeño”, 1998, Santa Cruz de Tenerife, Illes Canàries.[1][2][3]
- “El tratante de ganado”, 1999, Parc del Carbayedo, Avilés.[1][2][3]
- Marta i Maria, 1999, Voltants de l'Hotel Villa de Avilés, Avilés.[1][2][3]
- “Monumento a Campomanes”, 2003, Carrer Campomanes, Oviedo.[1]<rerf name=vivir/>[3]

## Premis i distincions
- 1996.

Finalista en el concurs que el diari El Periódico de Catalunya i l'Ajuntament de Mieres van organitzar per realitzar el «Homenatge al miner».
- 2002.

Medalla d'Or de l'Escola d'Arts i Oficis d'Avilés, Astúries.
- 2010.

El 3 d'abril rep el premi «Avançat d'Avilés», que li lliura la local Confraria del Bollo «per la seva trajectòria artística i promoció de les tradicions i senyes d'identitat de la vila avilesina».